# Кубагушево
Кубагу́шево (баш. Ҡобағош) — деревня в Учалинском районе Башкортостана России, относится к Миндякскому сельсовету.

## Население
| 2002 | 2009 | 2010 |
| ---- | ---- | ---- |
| 402  | ↗410 | ↘377 |

Национальный состав
Согласно переписи 2002 года, преобладающая национальность — башкиры (98 %).

## Географическое положение
Расстояние до:
- районного центра (Учалы): 81 км,
- центра сельсовета (Миндяк): 16 км,
- ближайшей железнодорожной станции (Урал-Тау): 18 км.

## Известные жители
- Абдулла Афзалович Султанов (1928 — 2023) — башкирский кураист и исполнитель народных песен.
- Марат Халяфович Мингажетдинов (1934 — 1972) — советский башкирский литературовед и фольклорист, кандидат филологических наук.

## История
Первые сведения о деревне были упомянуты в 1701 году.
До 19 ноября 2008 года деревня входила в состав Казаккуловского сельсовета (Закон Республики Башкортостан от 19 ноября 2008 г. N 49-з «Об изменениях в административно-территориальном устройстве Республики Башкортостан в связи с объединением отдельных сельсоветов и передачей населённых пунктов»).